# Marchfelder Bank
Die Marchfelder Bank eG ist eine österreichische Regionalbank mit Sitz in Gänserndorf. Die Bank unterhält acht Standorte und beschäftigt rund 80 Mitarbeiter. Die Marchfelder Bank eG ist eine unabhängige Genossenschaftsbank in Niederösterreich.

## Wirtschaftliche Daten

### Standorte
Die Marchfelder Bank betreibt ihre Filialen in Gänserndorf, Angern an der March (SB), Groß-Enzersdorf, Lassee (SB), Leopoldsdorf im Marchfelde, Marchegg (Bahnhof), Oberweiden (SB) und Strasshof an der Nordbahn (SB). Die Filialen sind im niederösterreichischen Weinviertel gelegen.

### Bilanzdaten
Der Jahresabschluss zum 31. Dezember 2022 zeigt für die Marchfelder Bank eine Bilanzsumme von EUR 434,8 Millionen. Im Jahr 2021 lag die Bilanzsumme bei EUR 443 Millionen. Die Anzahl der Mitarbeiter wurde mit 84 (bzw. 74 Vollzeit-Äquivalente) angegeben.

## Geschichte
Der Genossenschaftsvertrag stammt aus dem Jahr 1873. Die älteste Wurzel der heutigen Marchfelder Bank geht auf den Spar- und Vorschussverein Groß-Enzersdorf zurück.
1939 fusionierten der Spar- und Vorschussverein sowie die Handels- und Gewerbekasse für Groß-Enzersdorf und Umgebung zur Volksbank Groß-Enzersdorf reg.Gen.m.b.H. Im Jahr 1959 verlegte die Marchfelder Volksbank ihren Sitz nach Gänserndorf. 1991 fusionierten die Marchfelder Volksbank und die Volksbank Groß-Enzersdorf. 2007 wurde der Firmenwortlaut auf Volksbank Marchfeld eGen geändert. Die Neuordnung der damals über 40 Volksbanken in Österreich (Fusion auf „Bundesländer-Volksbanken“ rund um 2016) hätte ursprünglich auch eine Fusion aller niederösterreichischen Volksbanken vorgesehen. In einer Generalversammlung in Gänserndorf lehnten die Mitglieder die Teilnahme mit rund 98 Prozent ab.
Im Jahr 2016 trat die Bank daher aus dem Volksbanken-Sektor aus und änderte ihren Namen auf Marchfelder Bank eG. Im Jahr 2023 feierte die Marchfelder Bank das 150. Bestandsjubiläum.

## Genossenschaftsbank
Die Marchfelder Bank eG ist als Genossenschaftsbank organisiert, die Bank gehört damit ihren Mitgliedern (Mitinhabern). Von den Wurzeln her hat sich die heutige Genossenschaftsbank aus dem System der Banken nach Hermann Schulze-Delitzsch entwickelt. Seit 2016 hat die Bank als Revisionsorgan den CoopVerband - Revisionsverband österreichischer Genossenschaften.
Organe der Bank sind der Vorstand, der Aufsichtsrat und die genossenschaftliche Generalversammlung.